# Santa Fe Passenger Depot (Fresno)
Het Santa Fe Passenger Depot is een spoorwegstation in Fresno, in de Amerikaanse staat Californië. De San Joaquin, een dienst van Amtrak California, stopt er.
Het gebouw werd ontworpen door William Benson Storey voor de Atchison, Topeka and Santa Fe Railway (AT&SF). De stijl is een soort Mission Revival-architectuur en het station in Fresno lijkt sterk op het station van Stockton. Het Santa Fe Passenger Depot opende in 1899, diende lange tijd als het regionale hoofdkwartier van de AT&SF en werd tussen 1908 en 1985 negen keer uitgebreid. In 1966 werd het station echter gesloten voor reizigersverkeer en in de vroege jaren 1990 geraakte het station volledig in onbruik. Toen Amtrak in 1974 opnieuw reizigerstreinen naar Fresno inlaste, werd een nabijgelegen gebouwtje gebruikt. In 2003 kocht de stad het station. Het werd gerenoveerd en opende opnieuw op 12 februari 2005. Het bouwwerk staat op het National Register of Historic Places.